# 21258 Huckins
21258 Huckins (1996 EH1) là một tiểu hành tinh vành đai chính được phát hiện ngày 15 tháng 3 năm 1996 by the JPL Near-Earth Asteroid Tracking program ở Haleakala.